# Ginepro (nome)
Ginepro  è un nome proprio di persona italiano maschile.

## Varianti
- Femminili: Ginepra[1]

### Varianti in altre lingue
- Catalano: Juníper[3]
- Inglese: Juniper[4], Jeniver[5]
  - Femminili: Juniper[4][6], Jeniver[5]
- Latino: Iuniperus[3]
- Portoghese: Junípero
- Spagnolo: Junípero[3]

## Origine e diffusione

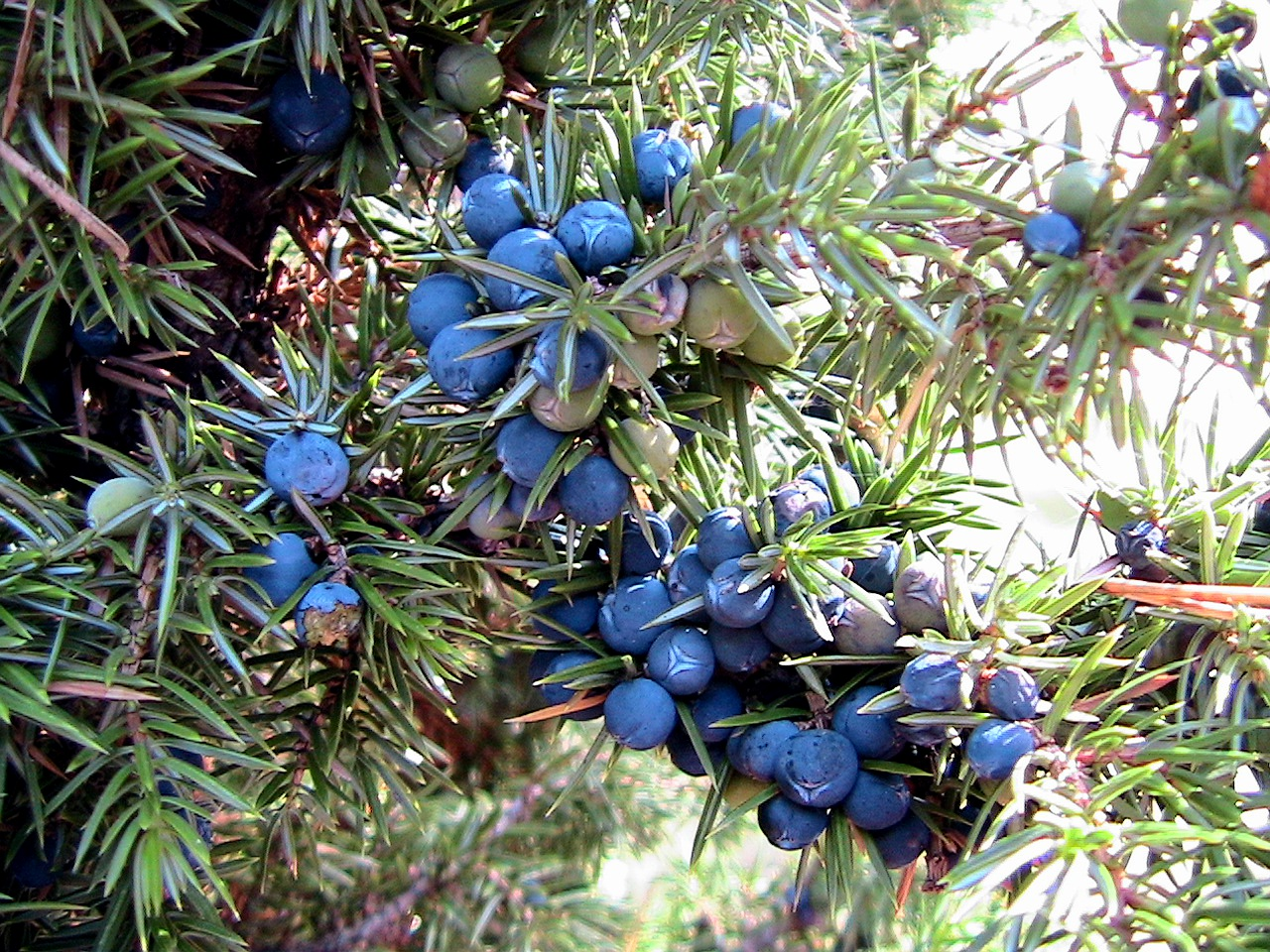
Bacche di ginepro comune

Nome augurale che fa parte dell'ampia gamma di nomi ispirati al mondo floreale, in questo caso richiamante il ginepro, un arbusto, dalle cui bacche viene prodotto il gin; etimologicamente viene dal latino iūniperus o jūniperus, che ha la stessa radice protoindoeuropea del nome Giunone (anche se alcune fonti lo riconducono allo zenzero).
La sua prima occorrenza di "Ginepro" nome proprio è con la persona di fra Ginepro, uno dei compagni di san Francesco d'Assisi. È a tale personaggio che si ispirò il missionario francescano Miguel José Serra Ferrer per la scelta del suo nome religioso, divenendo quindi noto come san Junípero (o Ginepro) Serra.
In italiano il nome si è diffuso principalmente per la fama di fra Ginepro, ma è il suo uso è successivamente calato, e adesso ha scarsa diffusione; in inglese viene usato in due forme ambigenere, Juniper (di scarsa diffusione) e Jeniver (una forma obsoleta del nome, mutuata dal francese genèvre), che però in molti casi rappresenta un derivato di Jennifer.

## Onomastico
L'onomastico può essere festeggiato il 29 gennaio in memoria di san Ginepro, compagno di san Francesco, oppure il 28 agosto in memoria di san Ginepro Serra, missionario francescano, detto "apostolo della California".

## Persone
- Ginepro, religioso italiano
- Ginepro da Diecimo, teologo italiano
- Ginepro Serra, missionario spagnolo

## Il nome nelle arti
- Juniper Blossom è un personaggio della serie televisiva Riverdale.
- Juniper Ducklair è un personaggio delle serie a fumetti PK² e PK - Pikappa.
- Juniper Lee è la protagonista dell'omonima serie animata statunitense.